# Rallye Dakar 1995

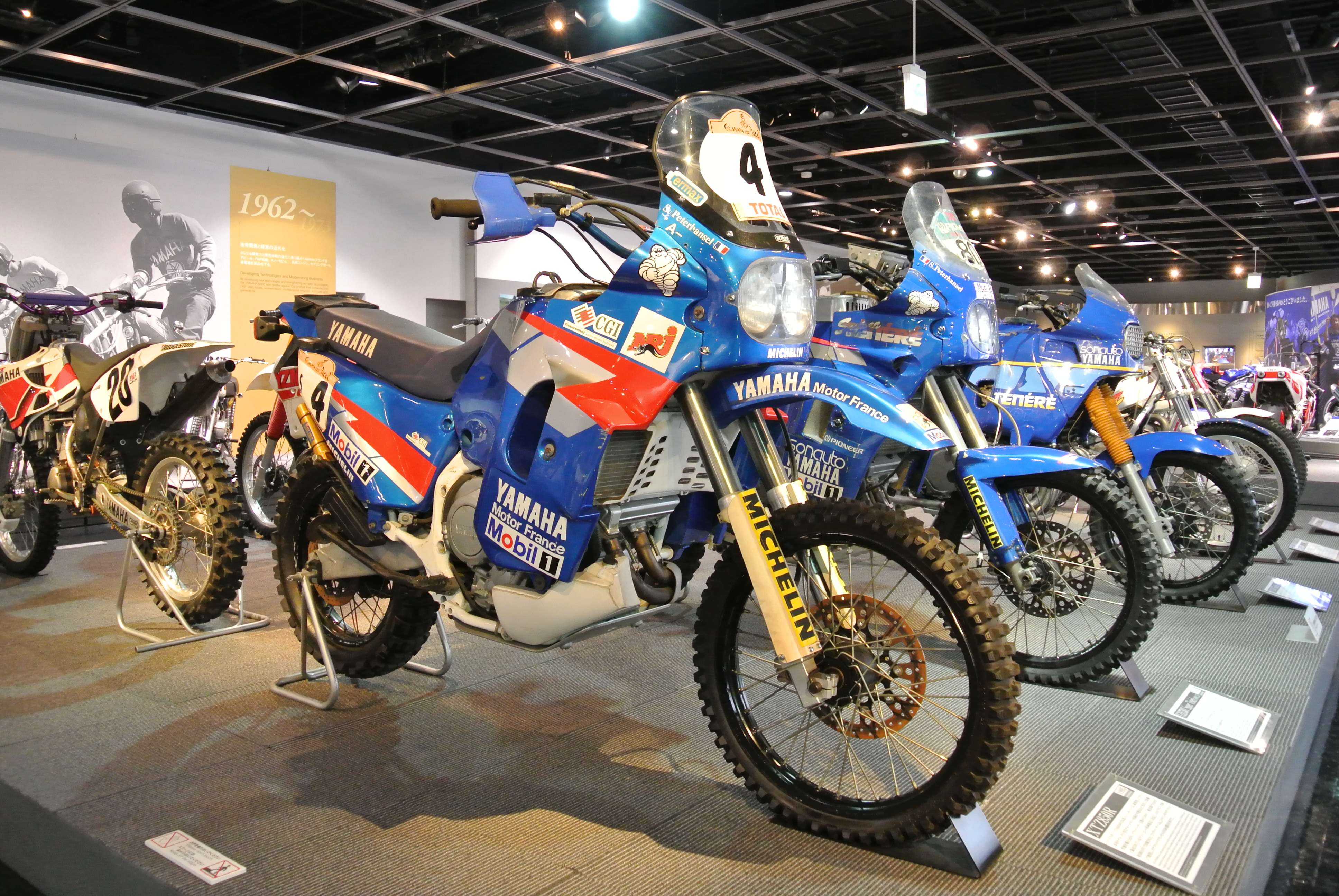
Yamaha XTZ850R, Gewinnerfahrzeug bei den Motorrädern

Die Rallye Dakar 1995 (Granada-Dakar) war die 17. Ausgabe der Rallye Dakar. Sie begann am 1. Januar 1995 in Granada und endete am 15. Januar 1995 in Dakar.
Die Strecke führte über 10.109 km (davon 5.725 Wertungskilometer) durch Spanien, Marokko, Mauretanien, Guinea und Senegal. Hubert Auriol ist ab diesem Jahr Renndirektor der Rallye Dakar.
An der Rallye nahmen insgesamt 205 Teilnehmer – 86 Autos, 95 Motorräder und 24 LKW teil.

## Endwertung

### PKW
|    | Fahrer            | Fahrzeug                    |
| -- | ----------------- | --------------------------- |
| 1. | Pierre Lartigue   | Citroën                     |
| 2. | Bruno Saby        | Mitsubishi Pajero Evolution |
| 3. | Kenjirō Shinozuka | Mitsubishi Pajero Evolution |

### LKW
|    | Fahrer             | Fahrzeug     |
| -- | ------------------ | ------------ |
| 1. | Karel Loprais      | Tatra 815    |
| 2. | Yoshimasa Sugawara | Hino Jidōsha |
| 3. | Vlastimil Buchtyar | Tatra 815    |

### Motorräder
|    | Fahrer               | Fahrzeug |
| -- | -------------------- | -------- |
| 1. | Stéphane Peterhansel | Yamaha   |
| 2. | Jordi Arcarons       | Cagiva   |
| 3. | Edi Orioli           | Cagiva   |